# Adriaan Cosyn
Adriaan Cosyn (Antwerpen, 10 maart 1658 - Kortrijk, 14 maart 1711) was een Zuid-Nederlands jezuïet.

## Levensloop
Over Adriaan Cosyn is weinig of niets geweten.
Wel heeft hij handschriften nagelaten van zijn geschriften die het nooit tot publicatie brachten, zoals:
- Verscheydene gedichten op verscheydene voorvallen ende plaetsen, 1693 & 1709.
- Treurspel van Maria Stuart
- Tabellus, rechtveerdelick van zijn rijck ende gezicht beroofd van Tribellius zijnen vader.